# 前田茂樹
前田 茂樹（まえだ しげき、1974年 - ）は、大阪府出身の日本の建築家・一級建築士。大阪工業大学工学部建築学科元准教授。ジオ-グラフィック・デザイン・ラボ（GGDL）代表。キルコス国際建築設計コンペティション2015審査員。日本建築学会設計競技2018近畿支部審査員。建築新人戦2013/2020審査員。一般社団法人リビングヘリテージデザイン理事。元Aプロジェクト関西メンバー。
専門は建築デザイン、建築/空間計画。

## 略歴
1998年大阪大学工学部建築工学科卒業（在学中、安藤忠雄建築研究所でアルバイト）。2000年東京藝術大学大学院美術研究科建築専攻中退。同年、フランスに渡り、ドミニク・ペロー建築設計事務所に入社。同社チーフアーキテクトとして、海外プロジェクト（スペイン・イタリア・ロシア含む）および日本のプロジェクト（大阪富国生命ビル）に携わる。2010年帰国し、ジオ-グラフィック・デザイン・ラボ（GGDL）一級建築士事務所を設立。環境観察から空間・社会組織の変化をリサーチし、住宅から公共建築・公園の設計を手掛ける。同年、大阪工業大学工学部建築学科講師。2013年同大学建築学科准教授。2019年大阪工業大学退職。特に、フランス現代建築の巨匠「ドミニク・ペロー講演会」2010（大阪工業大学大宮キャンパス）の開催や、2011年より同大学設計演習・建築演習全体講評会「グランドジェリー」に参加協力し、学生と建築家とのオープンな交流に貢献した。退職後は、GGDL代表取締役やその他、神戸芸術工科大学客員教授および近畿大学非常勤講師も務める。
主な所属学会は、日本建築学会、日本建築家協会(JIA)など。主な著書は「海外で建築を仕事にする」（編書、学芸出版社2013）。

## 主な受賞
- コソボ空爆避難住民のための仮設住宅コンペ“Architecture for Humanity”入選（1999）
- 中之島新線新駅企画デザインコンペ（大江橋駅）最優秀賞（2006）
- 日本建築家協会近畿支部設計コンペ（六甲山上の展望台）入選（2008）
- バングラデシュ・サイクロンシェルター国際設計コンペ最優秀賞（2012）[9]
- 日経ニューオフィス賞奨励賞（2014：ノルトロック・ジャパン新社屋）
- 奈良県「（仮称）三宅町複合施設」設計プロポーザル最優秀賞（2019）
- グッドデザイン賞（2021：シーフードマーケットUMIKARA）
- 徳島県「awa臨港プロジェクト」建築コンペ最優秀賞（2021）

## 主なプロジェクト
- 2000年-2010年：スペイン（バルセロナ）スカイホテルタワー、イタリア（ミラノ）	国際見本市会場前ツインホテルタワー、ロシア（サンクトペテルブルグ）マリインスキー新オペラ劇場、日本（大阪）大阪富国生命ビルなどの建築設計。
- 2014年：大阪市の推進事業「生きた建築ミュージアム事業2013」と連動した世界各地の建築を想起させる“お土産“に注目したサイト「KENCHIKU MIYAGE World」を倉方俊輔（大阪市立大学教授）らと立ち上げる[10]。
- 2016年：徳島県佐那河内村「古民家再生プロジェクト」を担当する大阪工業大学建築学科ゼミ生と共に実施[11]。
- 2017年：福井県高浜町海水浴場の海の家「浜茶屋」プロジェクトを担当する大阪工業大学建築学科ゼミ生と共に実施[12]。
- 2018年：泉大津市立図書館YA（ヤングアダルト）コーナーのリノベーション設計プロジェクトを大阪工業大学建築学科ゼミ生と共に実施[13]。
- 2020年：泉大津市の高架下につくられた広場「もんとぱーく」プロジェクト竣工[14]。
- 2021年：奈良県三宅町交流まちづくりセンター「ＭiiMo」（みぃも）プロジェクト竣工。
- 2021年：福井県高浜町のシーフードマーケット「UMIKARA」（うみから）プロジェクト竣工[15]。
- 2023年：徳島県立東部防災館「おきのすインドアパーク」プロジェクト竣工[16]および運営・施設の館長に就任[17]。

建築デザインの対外啓蒙活動として、国土交通省近畿地方整備局後援「ミズベリング世界会議2015」（大阪）におけるミズベインターナショナルワークショップのスペシャルパネラーや、日本建築家協会(JIA)近畿支部特別講演2017「アジアで建築をつくる」のゲストスピーカを務めている。大学生向けには、「ハーバード大学デザイン大学院(GSD)流デザイン思考メソッド体験ワークショップ2019」（大阪工業大学 梅田キャンパス）への参加協力や、東京電機大学建築学科でのFAレクチャー2023「環境における“変わりえるもの”と建築」の講師も務めている。
高校生向けには、高槻高校にて出張講義2015（テーマ: 建築設計の魅力）を行っている。
また、関西若手建築家展覧会シリーズ Meets 217（建築家の芦澤竜一/平沼孝啓の主催）での展示会(2011)も行っている。